# Чемпіонат України з гандболу серед жінок 2018—2019
Чемпіонат України з гандболу серед жінок (жіноча Суперліга) 2018/2019 — двадцять восьмий чемпіонат України

## Учасники та терміни проведення
У чемпіонаті беруть участь 6 команд. Розпочався чемпіонат 20 вересня 2018 року. Матч за жіночий Суперкубок відбувся 25 серпня 2018 року в Броварах між командами «Галичанка» Львів та «Карпати» Ужгород. Перемогу з рахунком 27:24 святкувала «Галичанка».
Згідно з регламентом і календарем, чемпіонат складається з двох етапів, та, за потреби, серії ігор плей-оф.
У першому етапі чемпіонату буде проведено 10 турів, кожна команда провела зі всіма суперниками 20 матчів (по два у кожному турі).
На другому етапі чемпіонату команди будуть розподілені на дві групи за результатами ігор попереднього етапу. До групи «А» включаються команди, що зайняли 1-3 місця після попереднього етапу. До групи «Б» включаються команди, що зайняли 4-6 місця. Триватиме фінальний етап чемпіонату 3 тури по дві гри в турі, на майданчику кожної з команд із збереженням очок, набраних на попередньому етапі.
Плей-оф. Якщо після завершення першого та другого етапів різниця набраних очок команд, що зайняли 1 та 2 місця і/або між командами, що зайняли 3 та 4 місця становить 5 чи менше, то для визначення Чемпіона України та бронзового призера між ними проводиться серія ігор плей-оф до двох перемог. При нічийному результаті матчу, після основного часу, командам надається 5-хвилинна перерва, після якої призначається додатковий ігровий час — два тайми по 5 хвилин з перервою між ними в одну хвилину. Якщо знову не буде виявлений переможець, то після 5-хвилинної перерви призначається ще один двотаймовий додатковий ігровий час. Якщо і після другого додаткового ігрового часу не буде виявлено переможця, то призначається серія 7-метрових штрафних кидків.
За неявку на матчі починаючи з 8-го туру команді «Спартак» (Київ) зараховано технічні поразки в цих матчах з рахунком 0:10.
Чемпіонами сезону  26 квітня 2019 р. стала команда «Галичанка» Львів, срібними призерами — ужгородські «Карпати». Долю «бронзи» чемпіонату у матчах плей-оф вирішували «Реал» Миколаїв, який за підсумками 13-ти турів фінішував третім та четверта команда регулярного чемпіонату — херсонська «Дніпрянка». Бронзовим призером стала херсонська «Дніпрянка», яка обіграла суперниць з рахунком 2:0 у серії.

## Турнірна таблиця. Суперліга

### Попередній етап
| № | Команда            | І  | В  | Н | П  | М       | О  |
| - | ------------------ | -- | -- | - | -- | ------- | -- |
| 1 | «Галичанка» Львів  | 20 | 17 | 1 | 2  | 673:425 | 35 |
| 2 | «Реал» Миколаїв    | 20 | 14 | 1 | 5  | 596:492 | 29 |
| 3 | «Карпати» Ужгород  | 18 | 12 | 0 | 6  | 529:424 | 24 |
| 4 | «Дніпрянка» Херсон | 18 | 8  | 0 | 10 | 479:489 | 14 |
| 5 | «Бровари» Бровари  | 18 | 1  | 0 | 17 | 392:650 | 2  |
| 6 | «Спартак» Київ     | 14 | 1  | 0 | 13 | 258:467 | 2  |

### Фінальний етап

#### Група «А»
| № | Команда           | І  | В  | Н | П  | М       | О  |
| - | ----------------- | -- | -- | - | -- | ------- | -- |
|   | «Галичанка» Львів | 26 | 22 | 1 | 2  | 832:553 | 47 |
|   | «Карпати» Ужгород | 26 | 16 | 0 | 10 | 685:575 | 32 |
| 3 | «Реал» Миколаїв   | 26 | 15 | 1 | 10 | 747:639 | 31 |

#### Група «Б»
| № | Команда            | І  | В  | Н | П  | М       | О  |
| - | ------------------ | -- | -- | - | -- | ------- | -- |
| 4 | «Дніпрянка» Херсон | 21 | 11 | 0 | 10 | 535:513 | 22 |
| 5 | «Бровари» Бровари  | 21 | 3  | 0 | 18 | 436:686 | 6  |
| 6 | «Спартак» Київ     | 20 | 1  | 0 | 19 | 258:527 | 2  |

Після 13-го туру (заключного туру другого етапу)

### Плей-оф
7 травня, м. Херсон; 10 травня м. Южне.
«Реал» Миколаїв—«Дніпрянка» Херсон 22:26; 25:28.

## Найкращі бомбардири

### Найкращі бомбардири туру
| Тур | Гравець            | Клуб                     | Голи |
| --- | ------------------ | ------------------------ | ---- |
| 1   | Яна Готра          | «Карпати» Ужгород        | 19   |
| 2   | Ілона Гайкова      | «Галичанка» Львів        | 14   |
| 3   | Неліна Шпак        | «Бровари» Бровари        | 17   |
| 4   | Ганна Дябло        | «Дніпрянка» Херсон       | 17   |
| 4   | Яна Готра          | «Карпати» Ужгород        | 17   |
| 5   | Ганна Дябло        | «Дніпрянка» Херсон       | 17   |
| 6   | Діана Черв'якова   | РЕАЛ-МОШВСМ-НУК Миколаїв | 16   |
| 7   | Ілона Гайкова      | «Галичанка» Львів        | 17   |
| 7   | Маргарита Іщенко   | «Дніпрянка» Херсон       | 17   |
| 8   | Яна Готра          | «Карпати» Ужгород        | 20   |
| 9   | Маргарита Іщенко   | «Дніпрянка» Херсон       | 26   |
| 10  | Леся Донець        | РЕАЛ-МОШВСМ-НУК Миколаїв | 15   |
| 11  | Ілона Гайкова      | «Галичанка» Львів        | 15   |
| 11  | Світлана Аксьонова | РЕАЛ-МОШВСМ-НУК Миколаїв | 15   |
| 12  | Світлана Аксьонова | РЕАЛ-МОШВСМ-НУК Миколаїв | 16   |
| 13  | Світлана Аксьонова | РЕАЛ-МОШВСМ-НУК Миколаїв | 12   |

### Топ-10 чемпіонату
За підсумками тринадцяти турів Суперліги
| Місце | Гравець               | Клуб                     | Голи |
| ----- | --------------------- | ------------------------ | ---- |
| 1     | Світлана Аксьонова    | РЕАЛ-МОШВСМ-НУК Миколаїв | 167  |
| 2     | Ілона Гайкова         | «Галичанка» Львів        | 166  |
| 3     | Яна Готра             | «Карпати» Ужгород        | 148  |
| 4     | Діана Черв'якова      | РЕАЛ-МОШВСМ-НУК Миколаїв | 127  |
| 4     | Ганна Дябло           | «Дніпрянка» Херсон       | 118  |
| 5     | Маргарита Іщенко      | «Дніпрянка» Херсон       | 106  |
| 6     | Неліна Шпак           | «Бровари» Бровари        | 101  |
| 7     | Алла Ракша            | «Бровари» Бровари        | 99   |
| 8     | Наталія Савчин        | «Галичанка» Львів        | 92   |
| 8     | Анна Лезінська        | «Карпати» Ужгород        | 92   |
| 9     | Анастасія Мелекесцева | «Карпати» Ужгород        | 91   |
| 10    | Софія Безрукова       | «Карпати» Ужгород        | 85   |